# Musca villeneuvii
Musca villeneuvii este o specie de muște din genul Musca, familia Muscidae, descrisă de William Hampton Patton în anul 1922. Conform Catalogue of Life specia Musca villeneuvii nu are subspecii cunoscute.